# Scaptomyza incerta
Scaptomyza incerta är en tvåvingeart som först beskrevs av Frey 1954.  Scaptomyza incerta ingår i släktet Scaptomyza och familjen daggflugor.
Artens utbredningsområde är Tristan da Cunha. Inga underarter finns listade i Catalogue of Life.